# Rick Kirby

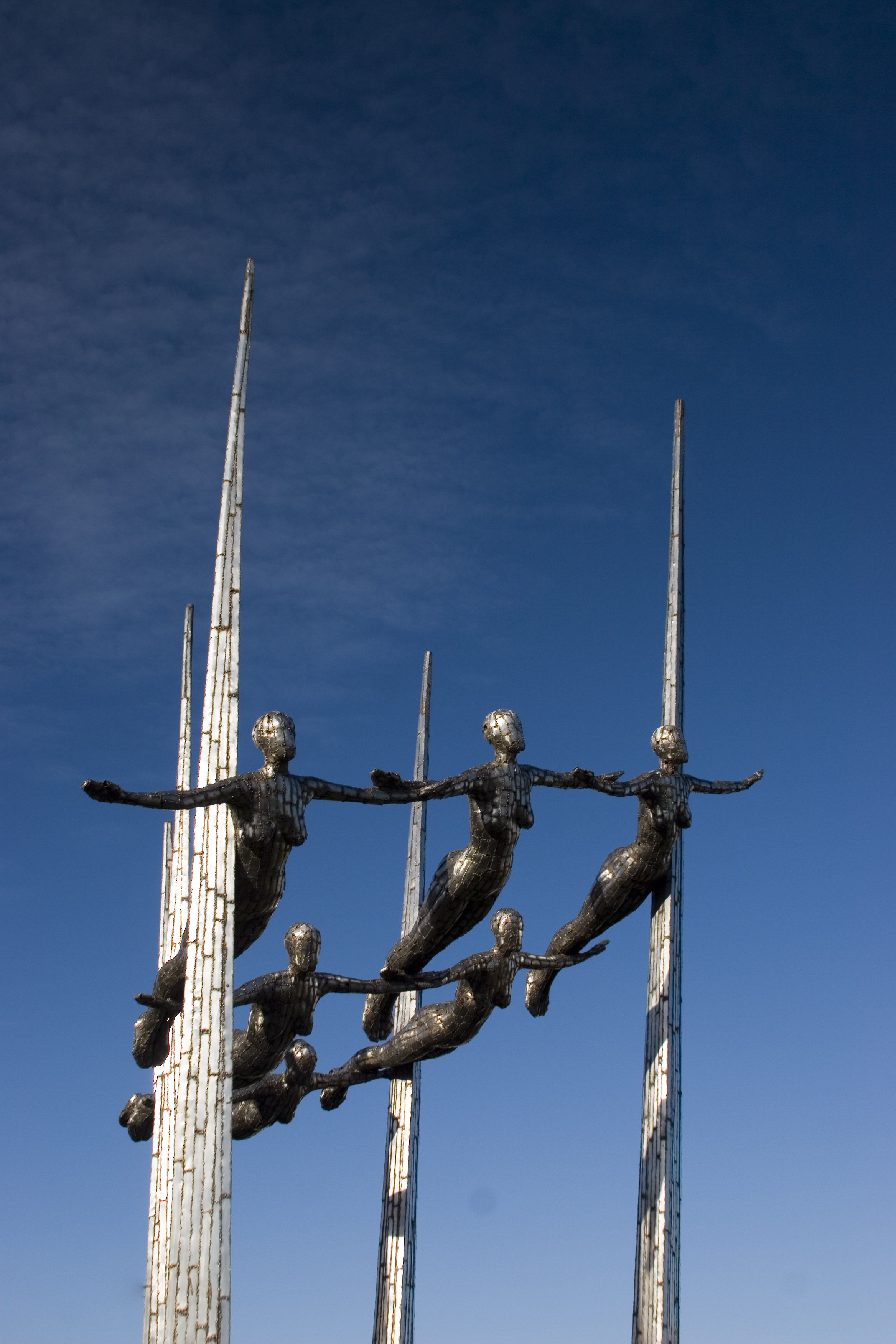
Formation (2003), Ipswich

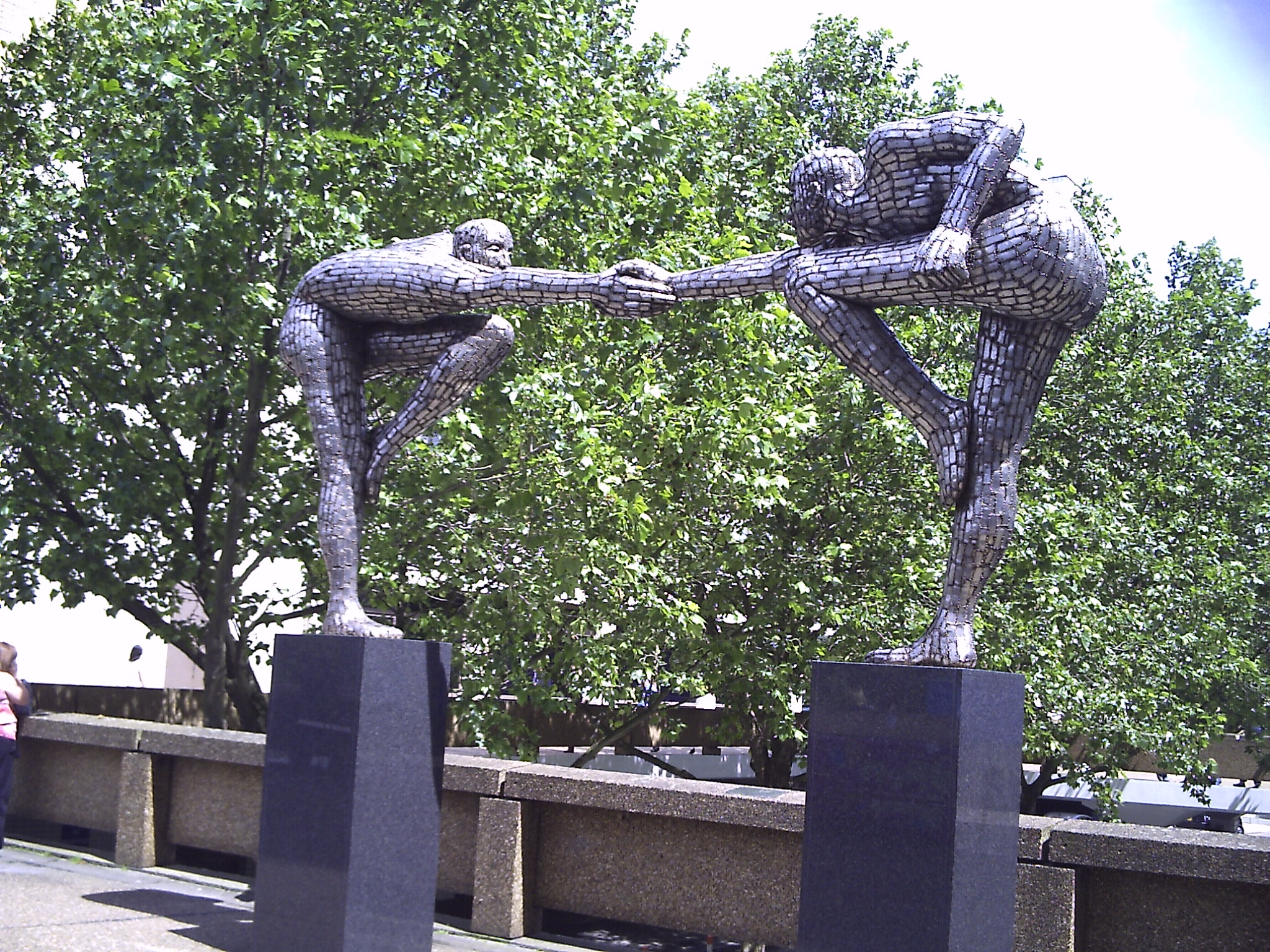
Cross the Divide (2000), Londen

Rick Kirby (Gillingham,  1952) is een Engelse beeldhouwer. 

## Leven en werk
Kirby studeerde achtereenvolgens aan het Somerset College of Art (1969-1970), het Newport College of Art (1970-1973) en de Universiteit van Birmingham (1973-1974). Hij was gedurende zestien werkzaam als docent kunst, maar hij wilde zelf scheppend werkzaam zijn. Hij begon zijn beeldhouwcarrière als steenbeeldhouwer, maar schakelde eind negentiger jaren over naar het gebruik van staal en andere metalen.
De kunstenaar woont en werkt in Ware (Hertfordshire).

## Werken (selectie )
- Crouching Lady (1997) in Bardon Mill, Northumberland
- Zen (1997), Gardens of Gaia, Kent
- Public sculpture (1999) in Castlemilk-Glasgow
- Cross The Divide (2000) St. Thomas' Hospital in Londen (als onderdeel van de beeldenroute South Bank Sculpture Stroll)
- The Head (2000), Calne
- Arch, Echo, Crouch en Arc of Angels (2002), Portishead
- Vertical Face (2002), beeldenpark van Burghley House in Stamford
- Mask (2003), Marlow Theatre in Canterbury
- Formation (2004), in Ravenswood-Ipswich
- Spiral (2004), Leisure Centre Swimming Pool in South Woodham Ferrers, Chelmsford
- When the sky is the limit the Spirits Soar (2004), Kings Hill (Kent)
- Three Figures (2007), Camberley
- Face of Wigan (2008), Wigan
- Reflections of Bedford (2009), Silver street in Bedford